# Fiat (chinesische Automarke)

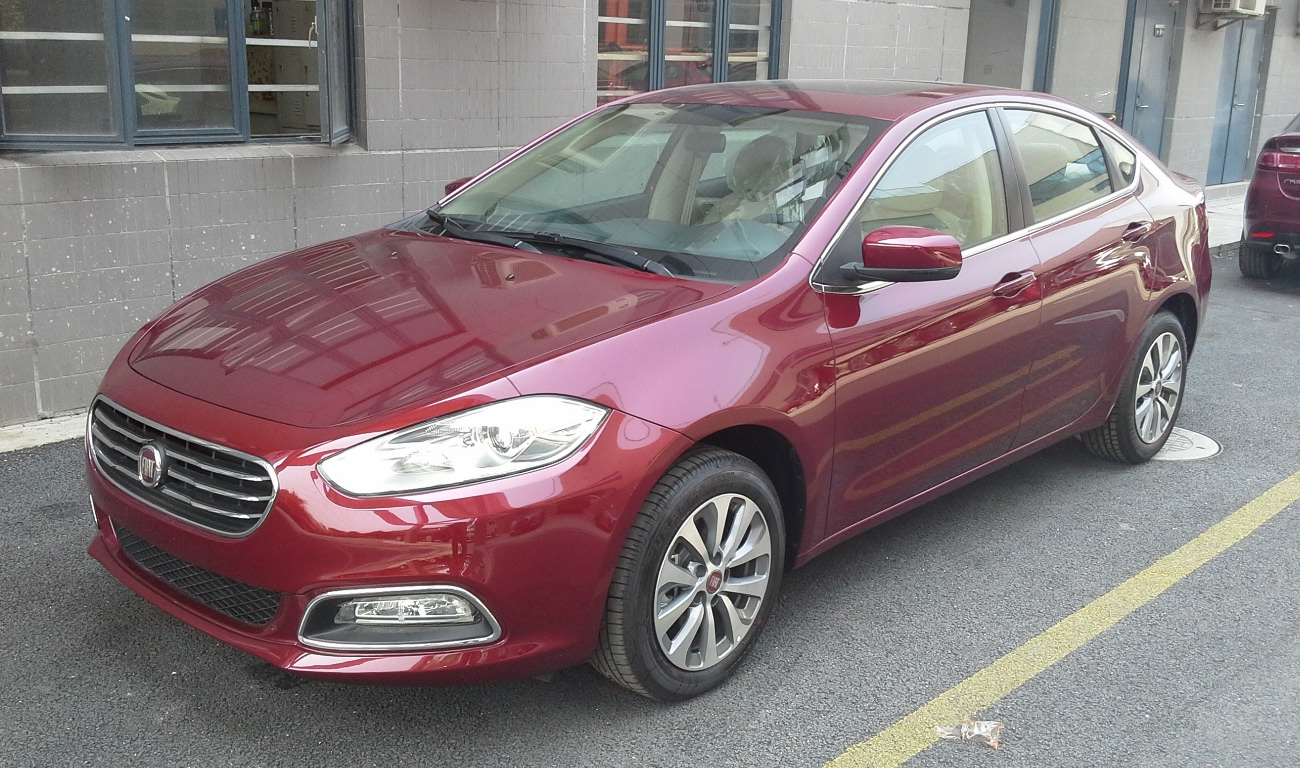
Fiat Viaggio

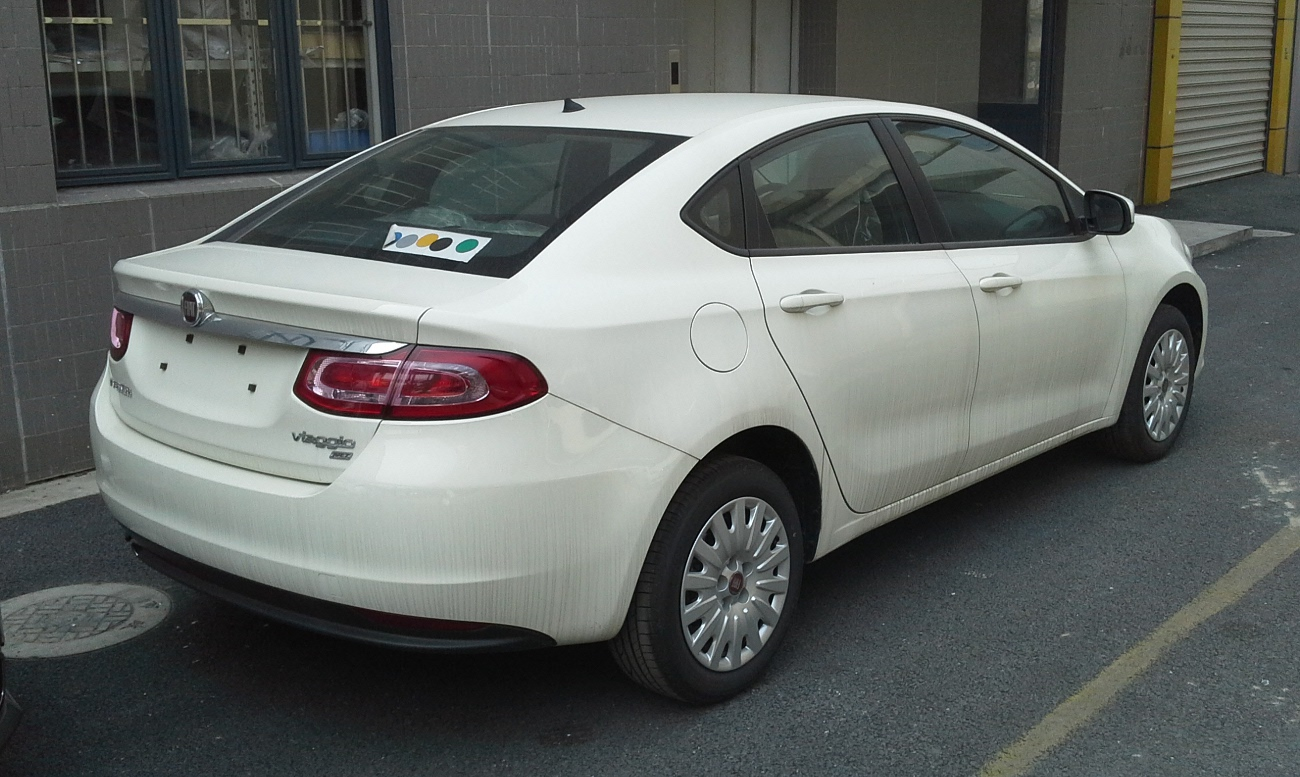
Heckansicht

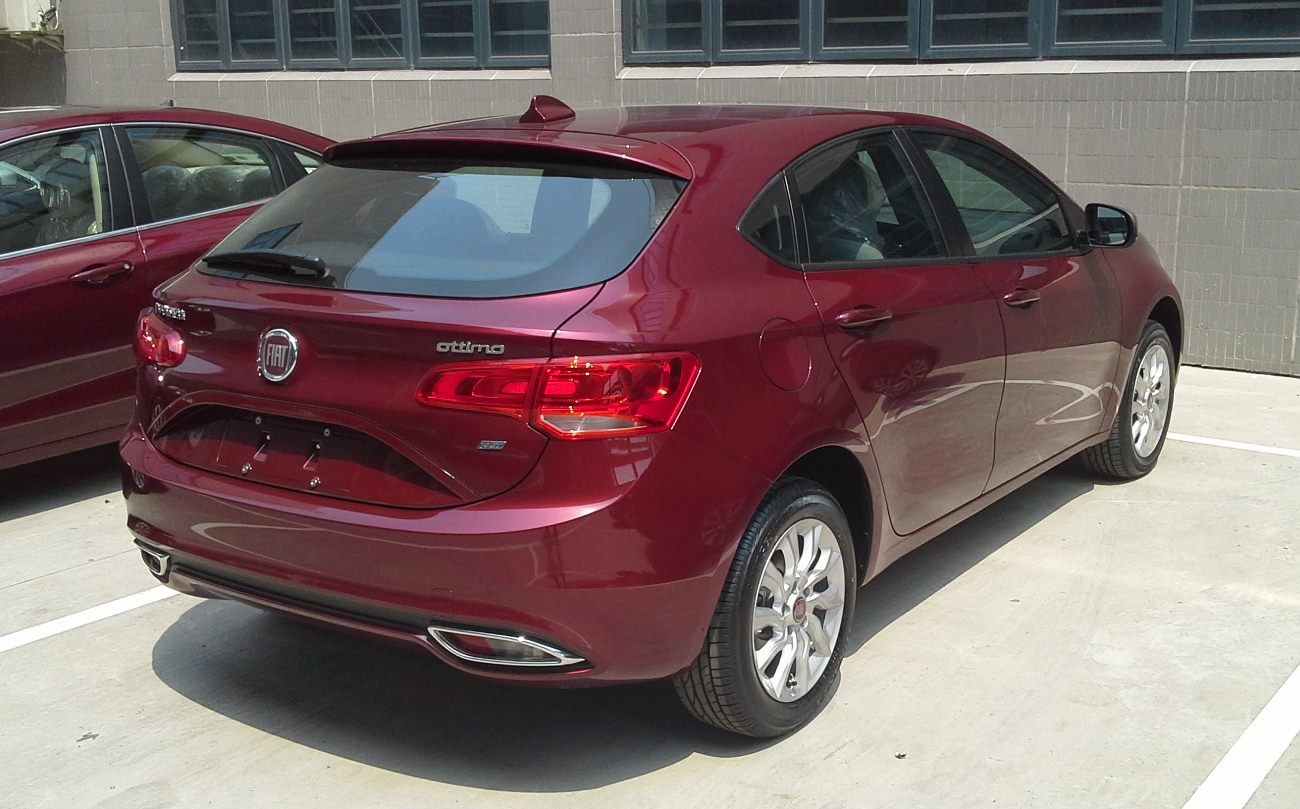
Fiat Ottimo

Fiat war eine Automarke aus der Volksrepublik China.

## Markengeschichte
Zunächst gab es Nanjing Fiat Automobile mit Sitz in Nanjing. Zwischen 2001 und 2007 wurden Automobile hergestellt und als Fiat vermarktet. Eine einzelne Quelle gibt davon abweichend an, dass ab Februar 2006 der Markenname Nanjing Fiat verwendet wurde.
2012 wurden Produktion und Vermarktung unter der neuen Gesellschaft GAC Fiat Chrysler Automobiles aus Changsha fortgesetzt. Die Verkaufszahlen waren in guten Jahren fünfstellig. 2019 wurden nur noch 23 Fahrzeuge dieser Marke in China neu zugelassen. Eine Produktion ist seit 2019 nicht mehr überliefert.

## Fahrzeuge
Für die erste Produktionszeit sind die Modelle Doblò, Palio, Palio Weekend und Siena überliefert. Als Nanjing Fiat sind Palio und Perla gelistet.
Für das zweite Unternehmen wurden Ottimo, Palio, Perla, Siena und Viaggio genannt.

## Produktionszahlen
| Jahr | Produktionszahl | Quelle            | Anmerkung |
| ---- | --------------- | ----------------- | --- |
| 2000 | 0               | [ 1 ] [ 2 ]       | |
| 2001 | 70              | [ 1 ] [ 2 ]       | |
| 2002 | 23.089          | [ 1 ] [ 2 ] [ 3 ] | |
| 2003 | 36.644          | [ 1 ] [ 2 ]       | 37.179 laut einer anderen Quelle. Die Addition von 36.644 Fiat und 518 Fahrzeugen der Marke Zhongguo Nanjing des gleichen Herstellers ergibt 37.162 und nur noch eine geringe Differenz. |
| 2004 | 23.869          | [ 2 ]             | 28.625 laut einer anderen Quelle. |
| 2005 | 32.493          | [ 3 ]             | |
| 2006 | 31.328          | [ 3 ]             | |
| 2007 | 18.447          | [ 3 ]             | |
| 2008 | 0               | [ 3 ]             | |
| 2009 | 0               | [ 3 ]             | |
| 2010 | 0               | [ 3 ]             | |
| 2011 | 0               | [ 3 ]             | |
| 2012 | 11.288          | [ 3 ]             | |
| 2013 | 48.375          | [ 3 ]             | |
| 2014 | 68.090          | [ 3 ]             | |
| 2015 | 31.481          | [ 3 ]             | |
| 2016 | 12.699          | [ 3 ]             | |
| 2017 | 2.273           | [ 3 ]             | |
| 2018 | 269             | [ 3 ]             | |
| 2019 | 23              | [ 3 ]             | |